# 石后乡
石后乡，是中华人民共和国福建省宁德市蕉城区下辖的一个乡镇级行政单位。

## 行政区划
石后乡下辖以下地区：
陈坂村、大岭村、当洋村、定洋村、光荣村、林下洋村、大墓前村、芹后村、三望村、上竹洋村、石厝村、下竹洋村、小际村和小岭村。